# لاري جروسمان (ملحن)
لاري جروسمان (بالإنجليزية: Larry Grossman)‏ (3 سبتمبر 1938، شيكاغو -) وهو ملحن مسرحيات موسيقية لبرودواي، بالإضافة إلى أنه يلحن الخلفيات الموسيقية للفيلم والبرامج التليفيزيونية ومن أشهرها عرض المابيت.

## الحياة المهنية
«جروسمان» أصله من شيكاغو وتخرج من جامعة نورث ويستيرن وهي مدرسة تعليم الخطاب (الآن تعليم الاتصالات) عام 1960. بدأ العمل في مدينة نيويورك كمدرب صوتي ومرافق موسيقي.أستخدمت أحد أغانيه في مسرحية «نو شوسترينجس» بالإنجليزية (No Shoestrings) عام 1962.بدأ العمل مع الشاعر الغنائي (هال هاكاداي) عام 1968 وأول عمل لهم معا كان اسم الأغنية لمسرحية إعزفها مرة أخرى يا سام عام 1969.تعاونهم أدى إلى أول ظهور لجروسمان في مسرح برودواي في مسرحية أولاد ميني عام 1970.
و استمر في تلحين خلفيات موسيقية لأربع مسرحيات موسيقية بما فيهم تشارلي الباحث عن السعادة عام 1975 وجرايند.و قد عمل مع عدد من الشاعرين وغالبا كان يتعاون مع مخرج المسرح هارولد برينس.
و ألف «أوراق القمر» عام 1993 والقائمة على رواية «دعاء ايدي» عام 1971 وفيلم 1973 الذي له كتاب بواسطة مارتن كاسيلا وكلمات بواسطة إلين فيتزهوح كارول هول.و أقيمت في مسرح بيبر ميل بلاي هاوس في ولاية نيو جيرزي في عام 1993، وفي مسرح وولنوت ستريت في فيلاديلفيا عام 1996 وفي مسرح فورد في واشنطن دي سي عام 1997.
و درج إسمه أيضا في الشارة ككاتب غنائي للفيلم المكملة بوكاهوناس II:رحلة لعالم جديد مع شاعر نيويورك الغنائي «مارتي بانزير».
اشترك «جروسمان» مع بوز كوهان في كلمات أغنية مات مبكرا جدا (Gone Too Soon) لملك البوب مايكل جاكسون.
و لحن أيضا الخلفيات الموسيقية لعروض عديدة منها «نهاية العالم» و «استرجع الذاكرة».
و كان المعد الموسيقي ل «الكابيتول الرابع».و عمل كاستشاري موسيقي في المسلسل التليفيزيوني ذا مابيت شو.

## خلفيات موسيقية
- أولاد ميني (1970)
- تشارلي الباحث عن السعادة (1975)
- إسنوبي!!!المسرحية الموسيقية (1975)
- حياة دمية (1982)
- آن رينكينج.....الموسيقى تحبني (1984)
- الماس (1984)
- جرايند (1985)

## روابط خارجية
- لاري جروسمان على موقع IMDb (الإنجليزية)
- لاري جروسمان على موقع ميوزك برينز (الإنجليزية)
- لاري جروسمان على موقع قاعدة بيانات برودواي على الإنترنت (الإنجليزية)
- لاري جروسمان على موقع ديسكوغز (الإنجليزية)
- لاري جروسمان على موقع قاعدة بيانات الفيلم (الإنجليزية)